# Praça Thomé de Souza

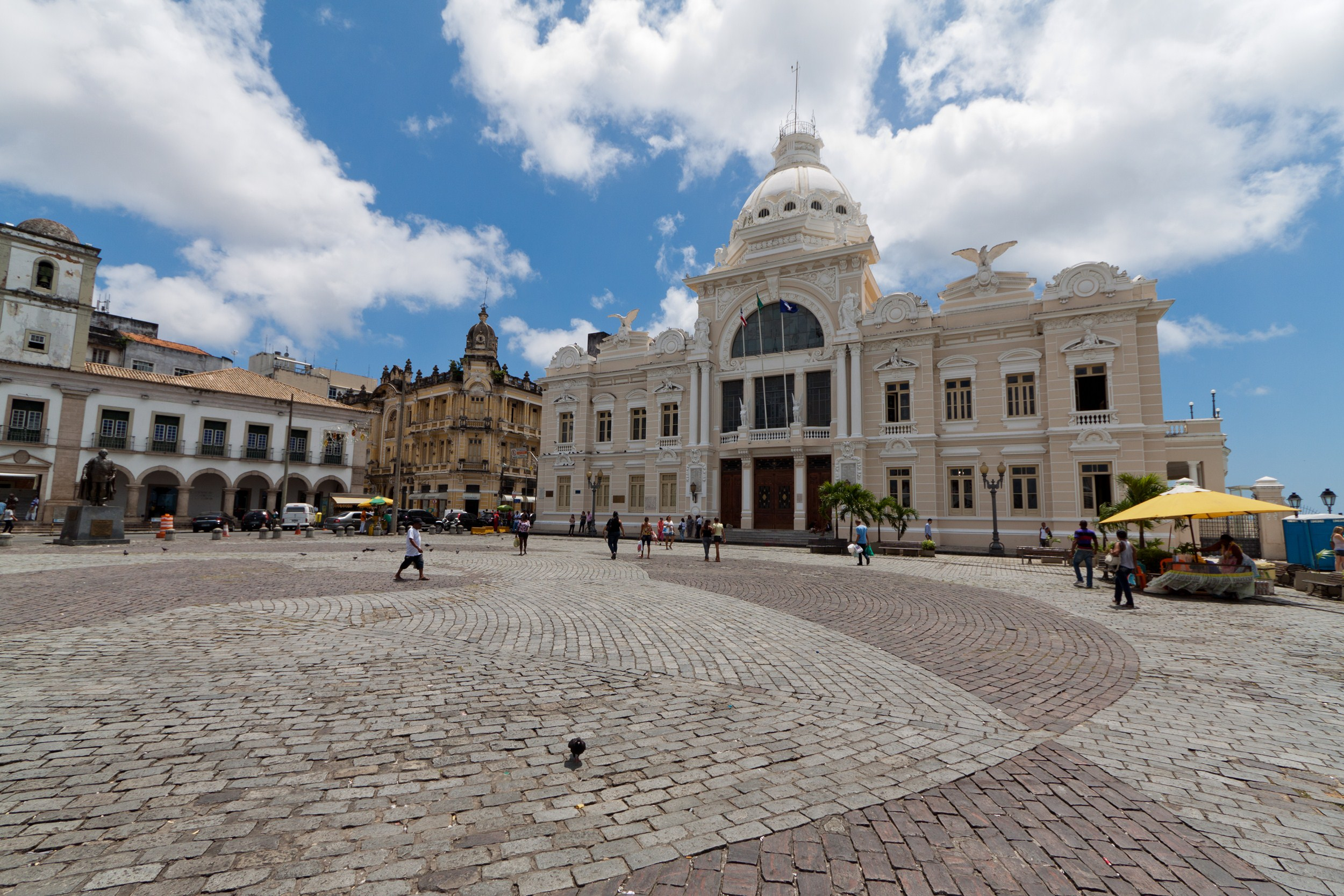
A Praça e o Palácio Rio Branco ao fundo.

A Praça Thomé de Souza, por vezes grafada como praça Tomé de Souza e praça Tomé de Sousa, é uma praça localizada no Centro Histórico de Salvador, onde existem muitos prédios públicos da cidade, como o Palácio Tomé de Sousa (atual sede da Prefeitura), Palácio Rio Branco (antiga sede do governo da Bahia), Câmara de Vereadores de Salvador, dentre outros. É conhecida por abrigar uma estátua do primeiro governador-geral do Brasil, Tomé de Sousa, reunindo muitas pessoas. Ao fundo encontra-se o Elevador Lacerda e uma vista da baía de Todos os Santos.

## História
Antigamente conhecida como Praça da Parada, onde aconteciam as paradas militares, a Praça Tomé de Sousa é considerada o berço da civilização brasileira pois ela foi a primeira praça de Salvador, onde o primeiro governador-geral e do Brasil Colônia (Tomé de Sousa), em 1549, reuniu todos os prédios públicos. Com isso, a Praça Tomé de Sousa foi o primeiro espaço criado com a finalidade de concentrar os prédios da administração pública, construídos no século XVI com paredes de taipas cobertas de palhas pelo mestre de pedraria Luís Dias.